# William Maxwell (football)
Pour les articles homonymes, voir William Maxwell et Maxwell.
William Sturrock Maxwell (né à Arbroath, le 21 septembre 1876, mort en 1940) était un footballeur écossais.

## Biographie
Il évolue à Arbroath FC, Dundee FC, Heart of Midlothian, Stoke City, Sunderland, Third Lanark et Bristol City. Il fut sélectionné une fois en équipe nationale d'Écosse. 
Il est meilleur buteur du Championnat d'Écosse lors de la saison 1901-02. 
Il devient le tout premier sélectionneur de l'équipe nationale belge en 1910. Il entraîne encore le RCS Brugeois en 1937-1938.

## Palmarès
Third Lanark AC
- Meilleur buteur du Championnat d'Écosse de football (1) :
  - 1902: 10 buts.

Bristol City FC
- Vice-champion du Championnat d'Angleterre de football (1) :
  - 1907.
- Champion du Championnat d'Angleterre de football D2 (1) :
  - 1906.
- Meilleur buteur du Championnat d'Angleterre de football D2 (1) :
  - 1906: 26 buts.

Belgique
- Champion olympique (1) :
  - 1920: comme entraîneur.